# Bartolome Santos
Bartolome Gaspar Santos (ur. 1 grudnia 1967 w Santa Maria) – filipiński duchowny katolicki, biskup Iba od 2018.

## Życiorys

### Prezbiterat
Święcenia kapłańskie otrzymał 27 sierpnia 1992 i został inkardynowany do diecezji Malolos. Był m.in. ojcem duchownym i rektorem niższego seminarium w Malolos, wikariuszem biskupim ds. zakonników oraz wikariuszem generalnym diecezji.

### Episkopat
17 lutego 2018 papież Franciszek  mianował go biskupem ordynariuszem diecezji Iba. Sakry udzielił mu 30 kwietnia 2018 metropolita Manili - kardynał Luis Antonio Tagle.